# 云南小苦荬
云南小苦荬（学名：Ixeridium yunnanense）为菊科小苦荬属下的一个种。其种加词“yunnanense”意为“云南的”。